# 大使命

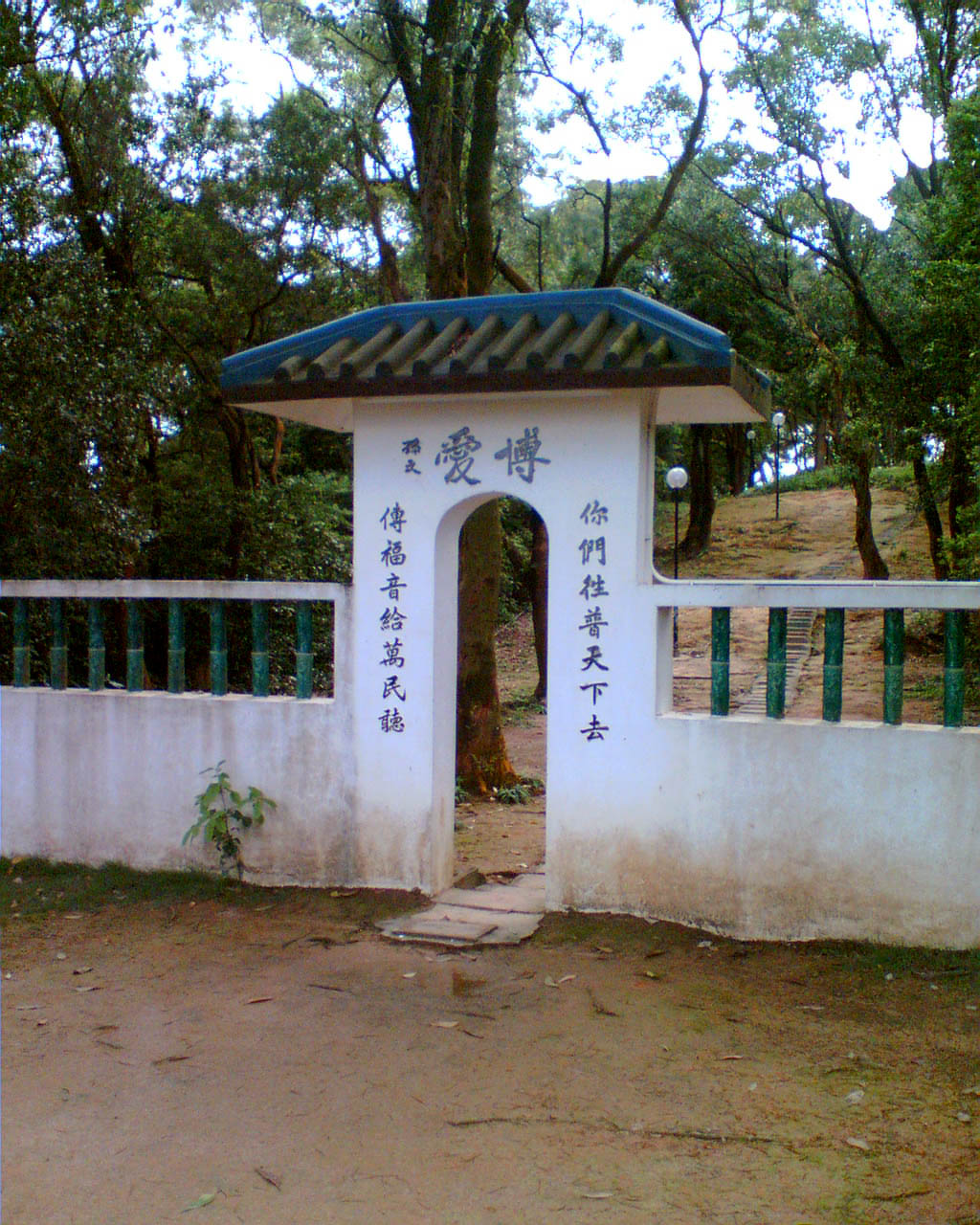
香港道風山孫文題字博愛的門樓，兩側對聯即引用馬可福音之大使命經文

在基督教中，大使命（英語：Great Commission）是指耶稣復活後對門徒指示，將其教導傳到世界各地。在基督教神學中，這使命是基督徒傳教士活動的一個主要依據。

## 新約記載
在各版本《四福音书》和《使徒行傳》中，對大使命都有著不同的記載
，而所有有關大使命記載都是描述在耶穌復活後發生的。
- 《馬太福音》：耶穌指示門徒去施洗和施教，即是以聖父、聖子、聖靈/聖神之名為人施洗和完整地教導人遵行上帝吩咐的。
- 《馬可福音》：耶穌警告那些不信者將被譴責，並且授予門徒行神蹟的能力，譬如醫病。
- 《路加福音》：耶穌告訴門徒要傳授有關悔改和饒恕的道理，並許諾門徒將有力量。
- 《約翰福音》：耶穌說門徒將有聖靈，並有權赦罪和饒恕。
- 《使徒行傳》：耶穌許諾聖靈將指引門徒。

最常為人引用的章節為馬太福音（或稱瑪竇福音）第28章第16-20節：
|  | 十一個門徒往加利利去，到了耶穌約定的山上。他們見了耶穌就拜他，然而還有人疑惑。 耶穌進前來，對他們說：「天上地下所有的權柄都賜給我了。所以，你們要去，使萬民作我的門徒，奉父、子、聖靈的名給他們施洗（或譯：給他們施洗，歸於父、子、聖靈的名）。凡我所吩咐你們的，都教訓他們遵守，我就常與你們同在，直到世界的末了。」（和合本） |

|  | 十一個門徒就往加里肋亞，到耶穌給他們所指定的山上去了。他們一看見他，就朝拜了他，雖然有人還心中疑惑。耶穌便上前對他們說：「天上地下的一切權柄都交給了我，所以你們要去使萬民成為門徒，因父及子及聖神之名給他們授洗，教訓他們遵守我所吩咐你們的一切。看！我同你們天天在一起，直到今世的終結。」（思高本） |

## 解釋

### 大使命的適用範圍
福音派的基督徒認為所有耶穌的追隨者都有義務去傳福音、教導和施洗。雖然最初這個使命所授予的只有基督的十一位門徒，但福音神學將大使命解釋為所有基督徒都應遵守的方針，特別因為它似乎是重申創世記中亞伯拉罕與上帝所立的約。
學者常將大使命與較早馬太福音第10章 （页面存档备份，存于）所出現的有限制的使命比較，該處耶穌所交付給使徒的使命只侷限在自己的民族猶太人身上，就是「以色列家迷失的羊」。
使徒保羅被認為是將大使命衍生到所有的基督徒身上的開始。他將猶太傳統割禮從教義中區分，使得非猶太裔的其他民族不需要謹守猶太傳統割禮，也可以因信靠基督而歸入上帝（因信稱義），成為神的兒女。使徒保羅在羅馬書第三章清楚闡明，「神既是一位，他就要因信稱那受割禮的為義，也要因信稱那未受割禮的為義。」祂是亞伯拉罕、以撒、雅各的神，祂也是我們的全人類的救主。在
馬太福音第28章16-20節，耶穌說這話是在受死復活之後，祂已經為了那些，所有在黑暗中被轄制的罪人，付上死的贖價，並戰勝魔鬼，已經“承受萬有”並“統領萬有”，因祂說「天上地下所有的權柄都賜給我了。所以，...」可知神的心意是在拯救天下萬國萬民(“拯救萬有”)。神揀選了以色列民作為祂對人類救贖計劃的一個起點(撒迦利亞書第二章21節)，而不只單單侷限在以色列家(羅馬書第一章16節)。

### 抄本問題
文本批判學家發現在記載在馬可福音中的文字並不存在於最早的兩個新約聖經的希臘文抄本（梵蒂岡抄本與西乃抄本）中，對這樣質疑所提出的解釋是其他三處新約聖經已記載了相似的經文，並且在基督教歷史上，絕大多數的教會都將這大使命的部分承認作為正典 。因為不同福音書的大使命皆歸因於耶穌的復活、並未出現於早期抄本等證據，使得研究歷史耶穌（例如耶穌研究會）之學者認為這些文字是在聖經成書之後才加上的。

### 預言實現？
有人相信，聖經上所記載關於大使命的幾個內容已經實現了，例如：
- 門徒出去，到處宣傳福音。（馬可福音第16章20節）
- 這福音就是你們所聽過的，也是傳與普天下萬人聽的。（歌羅西書第1章23節）
- 惟有神能照我所傳的福音和所講的耶穌基督...藉眾先知的書指示萬國的民，使他們信服真道。（羅馬書第16章25-26節）
- 所以你們要去、使萬民作我的門徒、奉父子聖靈的名、給他們施洗。（馬太福音28章19節）